# Vierströmebrunnen

Vierströmebrunnen

Der Vierströmebrunnen (italienisch Fontana dei Quattro Fiumi) ist ein Monumentalbrunnen in der Mitte der Piazza Navona in Rom. Er wurde in den Jahren 1648–1651 vom Bildhauer Gian Lorenzo Bernini für Papst Innozenz X. geschaffen und gilt als Meisterwerk des Barock.

## Beschreibung
Der Vierströmebrunnen steht in der Mitte der Piazza Navona vor der Kirche Sant’Agnese in Agone, wo er im Norden vom Neptunbrunnen und im Süden vom Mohrenbrunnen flankiert wird. Er besteht aus einem niedrigen ovalen Becken, in dessen Mitte sich ein felsenartiger Aufbau mit vier Flussgöttern und weiteren Skulpturen erhebt, der wiederum einen hohen ägyptischen Obelisken trägt.
Vier Männerfiguren an den Ecken versinnbildlichen jeweils die für einen der vier damals bekannten Kontinente stehenden Flüsse Donau (Europa), Ganges (Asien), Nil (Afrika) und Río de la Plata (Amerika). Die genaue Zuordnung ist an den Tieren und Pflanzen erkennbar. An der Nord- und Südseite des felsenartigen Aufbaus befinden sich je ein päpstliches Wappen, in der Ost- und Westseite ein Löwe bzw. ein Pferd. Am Felsen und im Becken tummeln sich noch weitere Meereswesen, ein Delfin, eine Seeschlange, ein Krokodil und ein Drache.

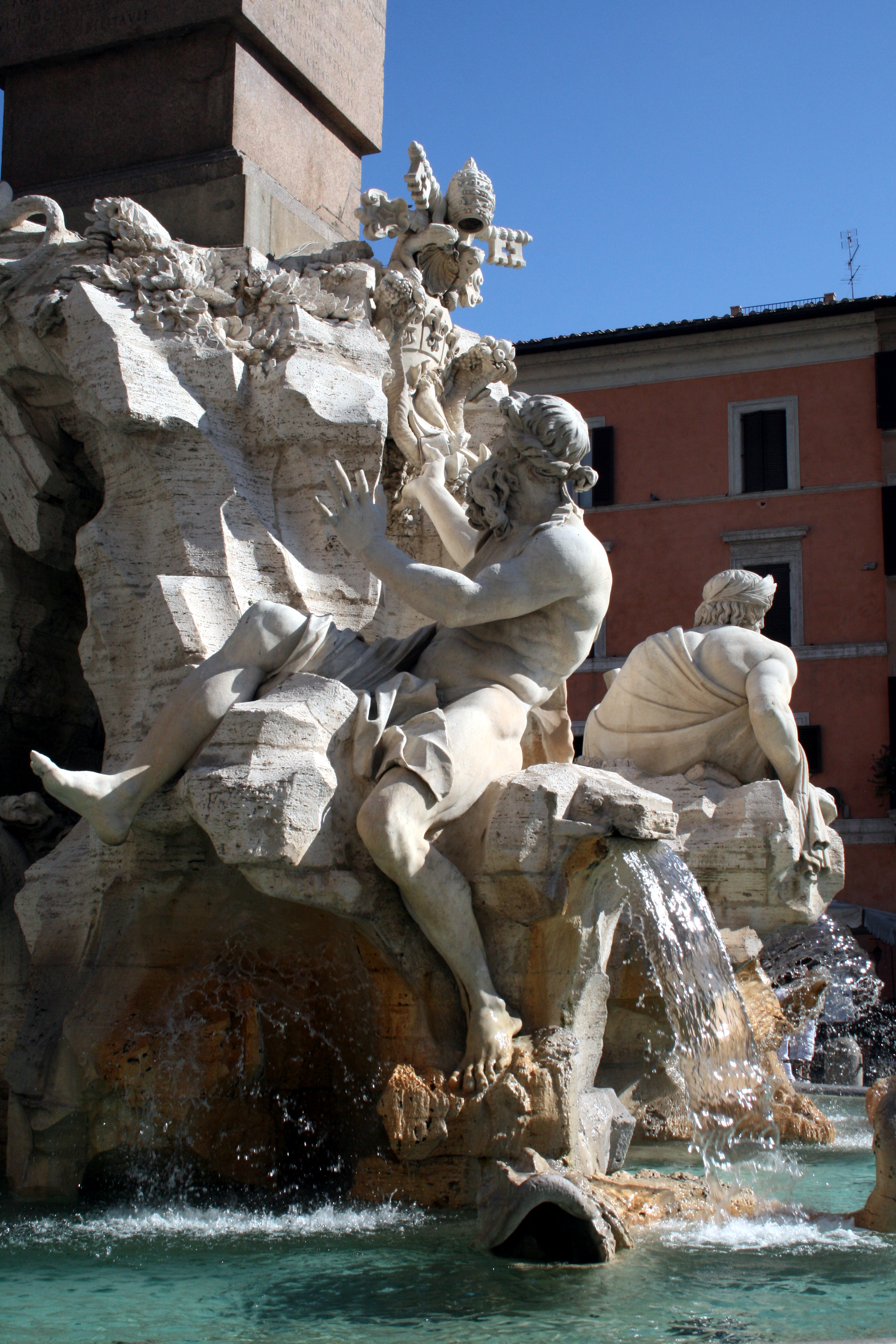
Donau
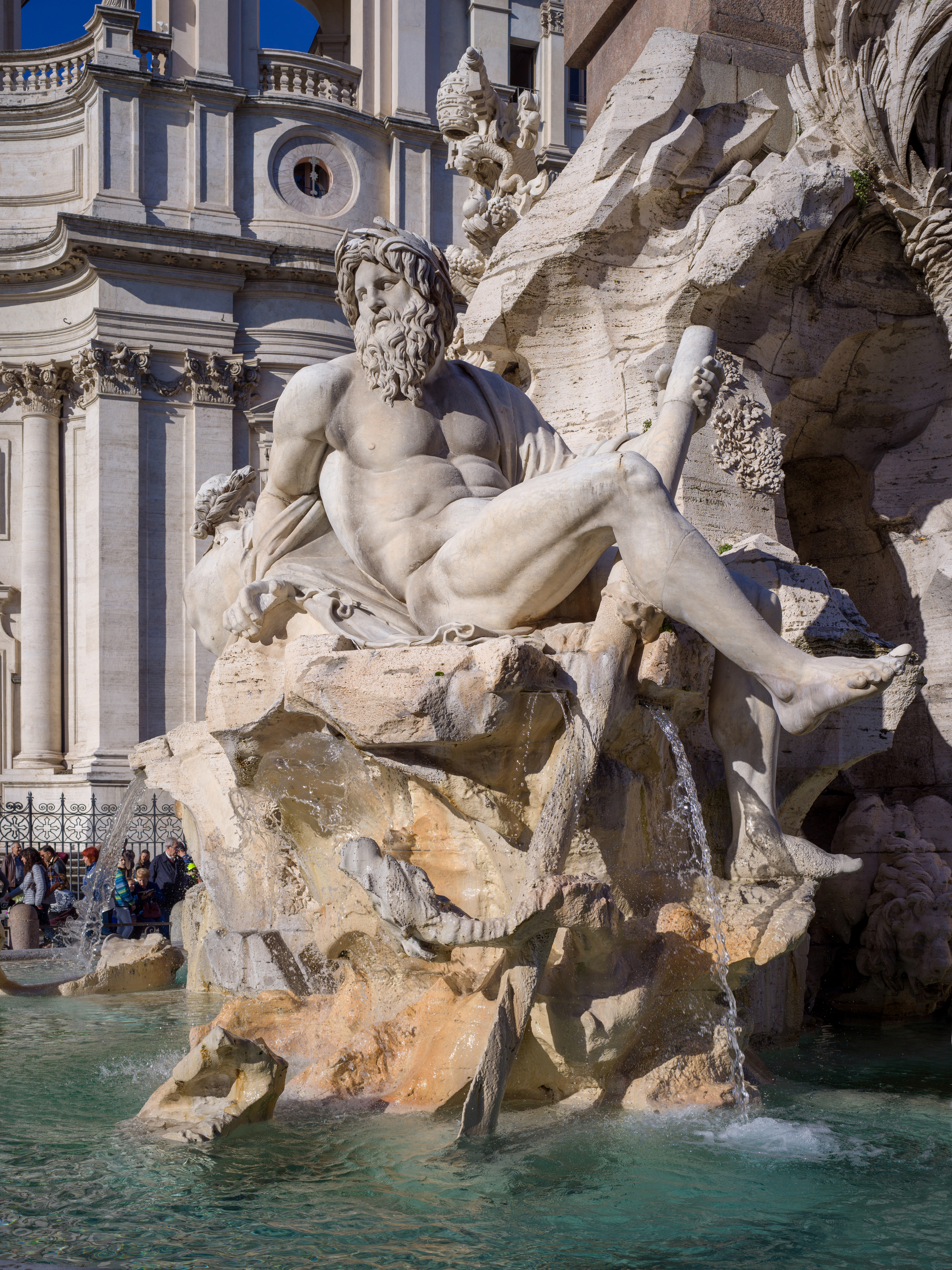
Ganges
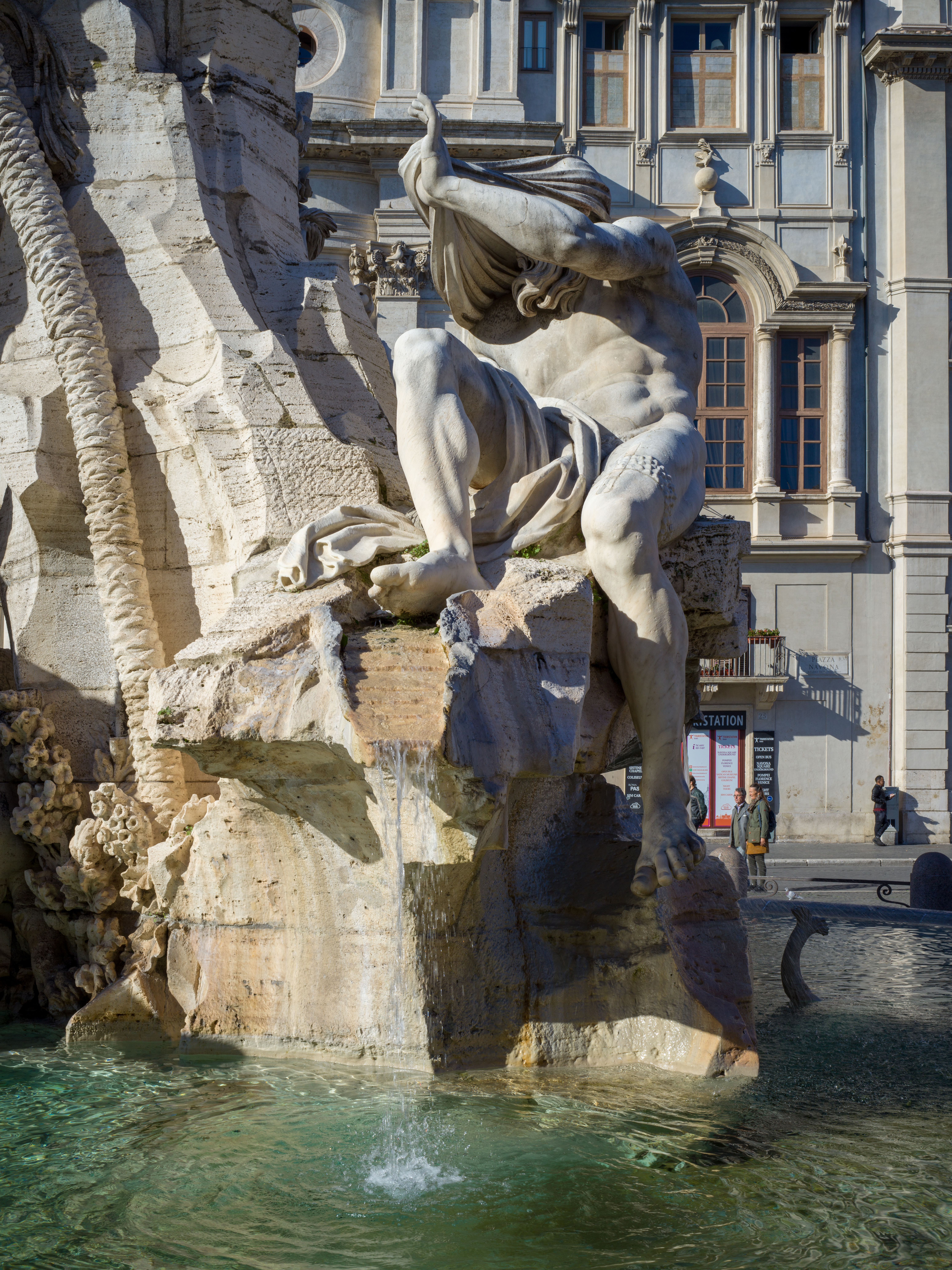
Nil
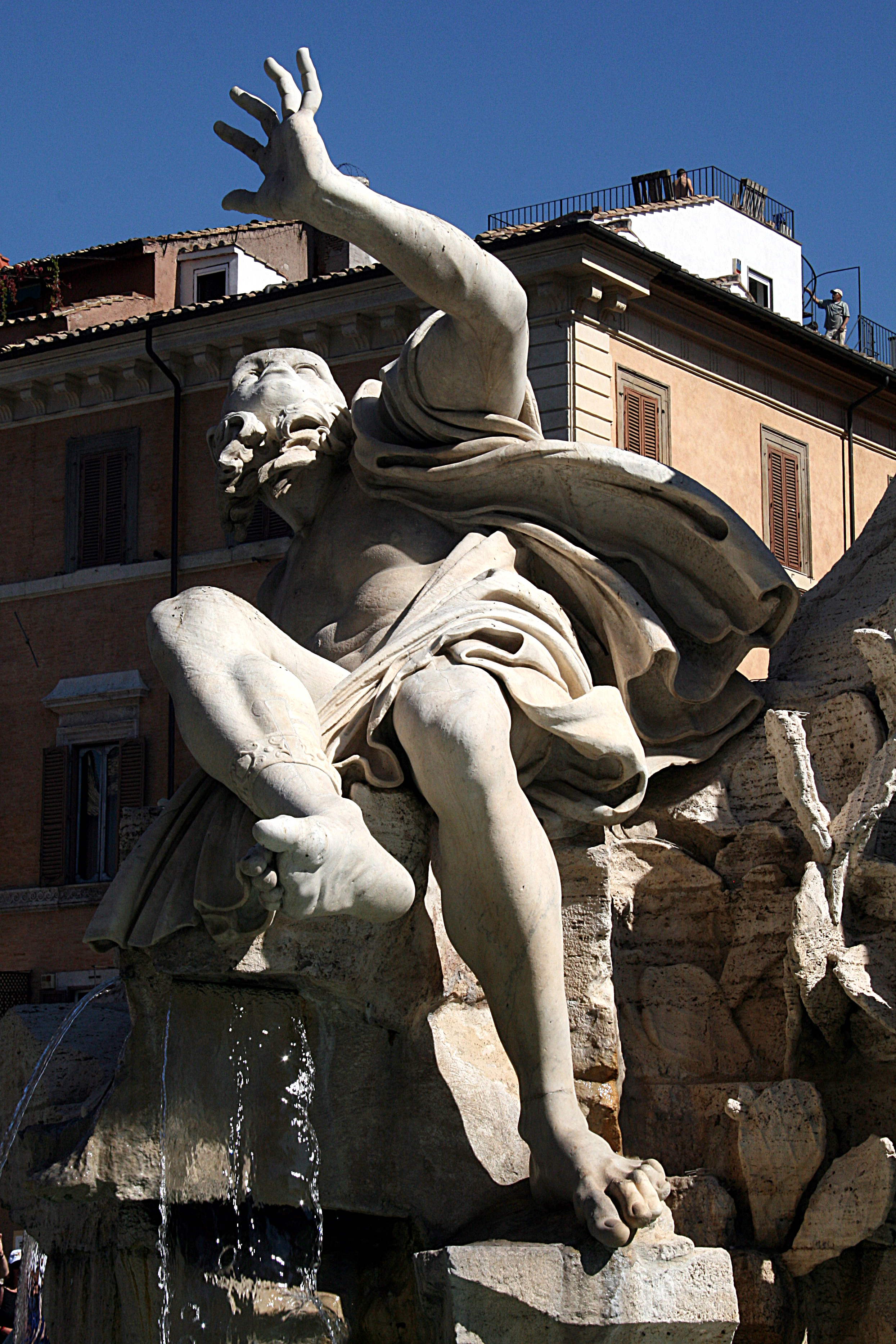
Río de la Plata

An der Spitze des Obelisco Agonale, der vom Isis-Tempel Domitians stammt (Iseum Campense), erhebt sich eine Taube, das Wappentier der Pamphilj. Am Obelisken ist eine Huldigung an Domitian eingraviert. Diese ist eine der letzten Inschriften in Hieroglyphenschrift. Der Brunnen repräsentiert nicht nur die damals bekannte Welt, sondern auch den Herrschaftsanspruch des Papstes über die Erde.

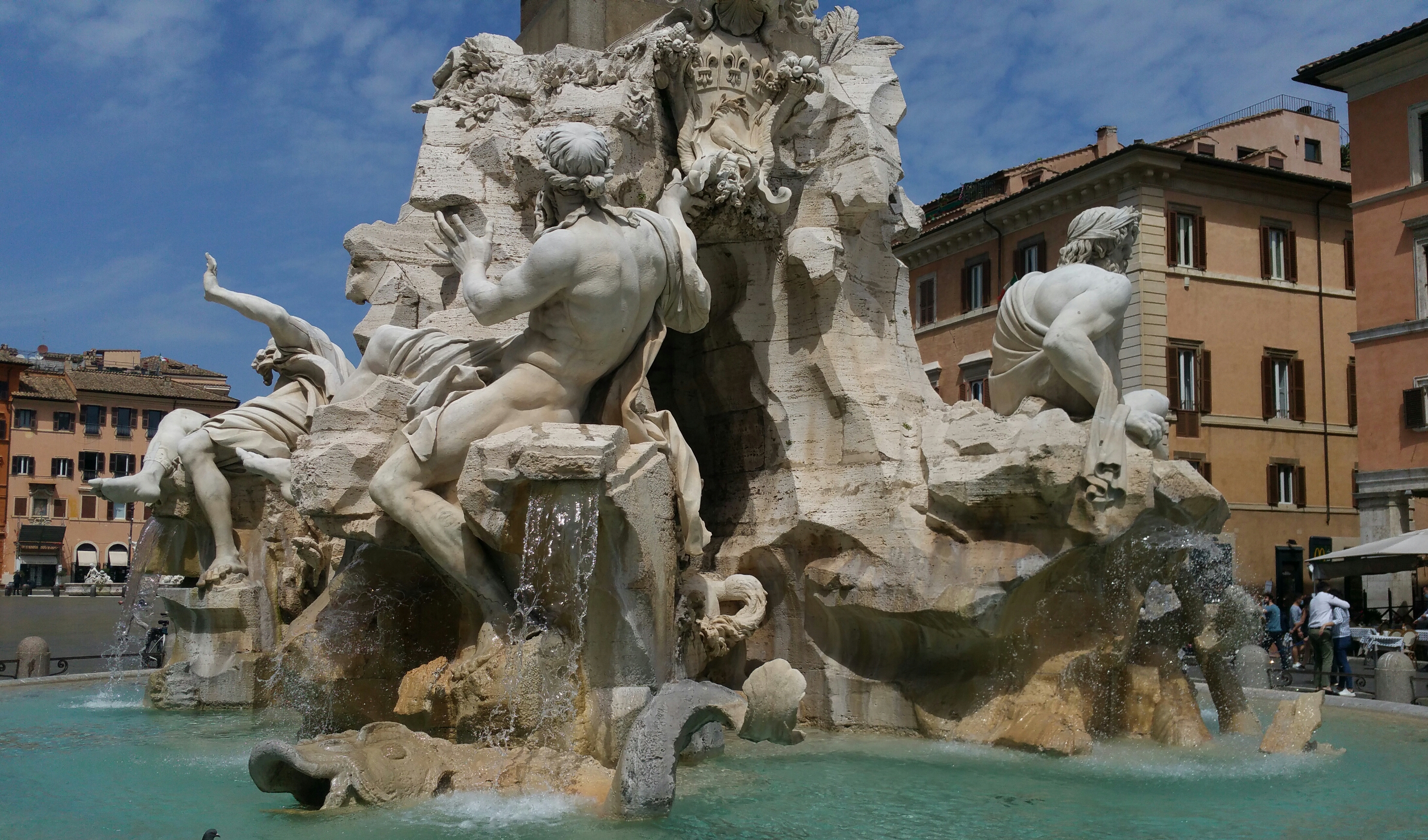
Das plätschernde Wasser des Vierströmebrunnens (1648–1651, Gian Lorenzo Bernini) in der Mitte der Piazza Navona, gesehen an einem römischen Frühsommertag

## Legende
Eine von Fremdenführern gern erzählte Legende ist die der zwei streitenden Baumeister. Die Kirche neben dem Brunnen, Sant’Agnese in Agone des ehemaligen Bernini-Schülers und späteren Rivalen Francesco Borromini, habe Bernini zum Spott gereizt: Er habe darum dem Nilgott das Haupt verhüllt und der Verkörperung des Rio de la Plata eine abwehrend erhobene Hand gegeben. Borromini soll daraufhin die Statue der heiligen Agnes von Rom an den rechten Glockenturm gestellt haben, um zu beweisen, wie fest sein Bauwerk stehe, und habe sie verächtlich am Brunnen vorbeiblicken lassen.
Der Blick auf die Jahreszahlen widerlegt jedoch diese Auslegung: Der Brunnen war bereits fertig, als der Auftrag für die Kirche vergeben wurde und zwar zunächst an Girolamo Rainaldi, Borromini kam erst 1653 zum Zuge. Die Statue wiederum fehlt auf alten Stichen und wurde offenbar erst lange nach Borrominis Tod angebracht. Wahrscheinlicher ist die Interpretation, dass das verhüllte Haupt des Nils dessen damals unbekannte Quelle symbolisiert.

## Wasserfluss
Ursprünglich wurde der Brunnen wie die beiden anderen auf der Piazza Navona von der Acqua Vergine gespeist. Um den Fluss von 50 Litern Wasser pro Sekunde zu gewährleisten, wird dieses heute durch fernsteuerbare Pumpen umgewälzt. Wechselrichter reduzieren nachts die Drehzahl und damit den Durchfluss sowie die Geräuschentwicklung.